# انجمن مهندسان زن آلمان
انجمنِ مهندسانِ زنِ آلمان (dib) یک انجمنِ حرفه‌ایِ فمینیستی برای مهندسان، دانشجویانِ مهندسی و زنانِ با حرفه‌هایِ فنّی در آلمان است. هدفِ این انجمن، برابری جنسیتیِ واقعی در آموزش و کار و افزایشِ نسبتِ سهمِ زنان در پیشه‌هایِ فنّی است.

## پیشینه و اهداف
این باشگاه در سال ۱۹۸۶ میلادی در دارمشتات تأسیس شد و در همان سال به شورای زنان آلمان پیوست و در حال حاضر نیز عضو شورایِ زنان ایالتی است.
بیشترِ اعضایِ انجمن از رشته‌های مهندسی مکانیک، مهندسی برق، مهندسی عمران، مهندسی فرایند، معماری، مهندسی خودرو، مهندسی انرژی، مهندسی محیط زیست و علوم کامپیوتر هستند. اعضا در گروه‌های منطقه ای سازماندهی می‌شوند. مجله ای اختصاصی چهار بار در سال منتشر می‌کنند و با ایمیل، اطلاعاتی ماهانه را برای اطلاع اعضا در مورد فعالیت‌های انجمن می‌فرستند.
در نوامبرِ هر سال مجمعی عمومی و کنفرانسی چند روزه با عنوانِ گردهم‌آییِ سالانه برگزار می‌شود.
این انجمن، پیش نویسِ قطعنامه هایِ زیر را تهیه کرده است:

## قطعنامه‌ها
- سازماندهی زمان کار (۱۹۹۰)
- تقاضا از قانونگذار فدرال برای تغییرِ قانونِ مالیات بر درآمد و بازنشستگی (۱۹۹۷)
- زنی در بالاترین مقام جمهوری فدرال آلمان! (۱۹۹۸)
- سیاست آموزشی در آستانه هزاره جدید - زنان در فناوری (۱۹۹۹)
- «هوش مصنوعی» (AI) (۲۰۲۰)
- فعالانه با زن ستیزی آنلاین مبارزه کنید! (۲۰۲۰)
- قطعنامه شورای زنان آلمان: بدون زنان، فناوری چیزی را از دست می‌دهد (۲۰۰۸)[۳]
- قطعنامه نورنبرگ با هدفِ زنانِ بیشتر در مناصبِ رهبری (۲۰۰۹)[۴]